# Perfect
Perfect (читается «пэрфэ́кт») — польский музыкальный коллектив, играющий музыку в стиле рок.

## История
Группа основана в 1977 году ударником Войцехом Моравски (Wojciech Morawski), басистом Здиславом Завадски (Zdzisław Zawadzki) и гитаристом Збигневым Холдысом (Zbigniew Hołdys).
В анкете журнала «Non Stop» они стали известными за «Дебют 1978 года», а песня «Jego nie ma» («Его нет») победила в номинации «Лучшее рок-произведение». Вокалистами группы были Збигнев Холдыс и Бася Тшетшелевска.
В начале своей карьеры группа выступала на разогреве у звезд — Анны Янтар (Anna Jantar) и Галины Фронцковяк (Halina Frąckowiak), а также выступал в польских клубах в США. Тогда они назывались «Perfect Super Show And Disco Band».
12 ноября 2002 года группа выпустила свой 10-й альбом Perfect Symfonicznie, который содержал уже известные песни коллектива в новых аранжировках, исполненных Оркестром Польского радио. Авторами этих аранжировок выступили Гжегож Марковский, Войчех Зелиньский и другие. Альбом, проданный в количестве 50 тысяч экземпляров, получил статус платинового диска, а сама группа была номинирована на престижную премию «Fryderyk».

## Состав
В состав группы в 1977 году входили:
- Збигнев Холдыс (Zbigniew Hołdys) — гитара, вокал; лидер группы
- Здислав Завадски (Zdzisław Zawadzki) — бас-гитара
- Бася Тшетшелевска (Basia Trzetrzelewska) — вокал
- Эва Корчыньска-Конажевска (Ewa Korczyńska-Konarzewska) — вокал
- Войцех Моравски (Wojciech Morawski) — ударные инструменты